# Ciclocròs d'Igorre
El Ciclocròs d'Igorre (oficialment Ziklokross Igorre) és una cursa ciclista de la modalitat de ciclocròs que es disputa cada desembre a Igorre al País Basc. En algunes edicions ha estat puntuable per la Copa del món de ciclocròs.

## Palmarès masculí
| Any  | Vencedor             | Segon                    | Tercer                   |
| ---- | -------------------- | ------------------------ | ------------------------ |
| 1977 | José María Yurrebaso | Iñaki Mayora             | Ramón Medina             |
| 1978 | Peter Hägi           | Alfons Van Parijs        | Martin De Cock           |
| 1979 | Reimund Dietzen      | José María Yurrebaso     | Peter Hägi               |
| 1980 | Iñaki Mayora         | Iñaki Vijandi            | José María Yurrebaso     |
| 1981 | Klaus-Peter Thaler   | Iñaki Mayora             | Francesc Sala            |
| 1982 | Gilles Blaser        | Benito Durán             | José María Yurrebaso     |
| 1983 | José María Yurrebaso | Frank Ommer              | Iñaki Mayora             |
| 1984 | Mathieu Hermans      | Paul De Brauwer          | Francesc Sala            |
| 1985 | Albert Zweifel       | Marcel Russenberger      | José María Yurrebaso     |
| 1986 | Albert Zweifel       | Pascal Richard           | Paul De Brauwer          |
| 1987 | José María Yurrebaso | Francesc Sala            | Christian Hautekeete     |
| 1988 | Albert Zweifel       | Laurent Dufaux           | Adrie van der Poel       |
| 1989 | Petr Hric            | Pascal Richard           | Eric Chanton             |
| 1990 | Stanislav Bambula    | Laurent Dufaux           | Pascal Richard           |
| 1991 | Radovan Fořt         | Karel Camrda             | Huub Kools               |
| 1992 | Daniele Pontoni      | Karel Camrda             | Peter Van Den Abeele     |
| 1993 | Paul Herijgers       | Danny De Bie             | Adrie van der Poel       |
| 1994 | Daniele Pontoni      | Jérôme Chiotti           | Paul Herijgers           |
| 1995 | Daniele Pontoni      | Luca Bramati             | Jiri Pospisil            |
| 1996 | Daniele Pontoni      | Ondřej Lukeš             | Jiri Pospisil            |
| 1997 | Jiri Pospisil        | Ondřej Lukeš             | Kamil Ausbuher           |
| 1998 | Daniele Pontoni      | Jiri Pospisil            | Petr Dlask               |
| 1999 | Beat Wabel           | David Seco               | Václav Ježek             |
| 2000 | Daniele Pontoni      | Beat Wabel               | Jiri Pospisil            |
| 2001 | Sven Nys             | Bart Wellens             | Erwin Vervecken          |
| 2002 | Mario De Clercq      | David Seco               | Jiri Pospisil            |
| 2003 | Jiri Pospisil        | David Seco               | John Gadret              |
| 2004 | Arnaud Labbe         | David Seco               | František Klouček        |
| 2005 | Bart Wellens         | Petr Dlask               | Enrico Franzoi           |
| 2006 | Sven Nys             | Bart Wellens             | Klaas Vantornout         |
| 2007 | Sven Nys             | Bart Wellens             | Klaas Vantornout         |
| 2008 | Sven Nys             | Klaas Vantornout         | Erwin Vervecken          |
| 2009 | Zdeněk Štybar        | Niels Albert             | Sven Nys                 |
| 2010 | Niels Albert         | Francis Mourey           | Sven Nys                 |
| 2011 | Kevin Pauwels        | Sven Nys                 | Tom Meeusen              |
| 2012 | Aitor Hernández      | Egoitz Murgoitio         | Isaac Suárez             |
| 2013 | Aitor Hernández      | Javier Ruiz de Larrinaga | Martin Haring            |
| 2014 | Aitor Hernández      | Javier Ruiz de Larrinaga | Kevin Suárez             |
| 2015 | Kevin Suárez         | Aitor Hernández          | Ismael Esteban           |
| 2016 | Stan Godrie          | Ismael Esteban           | Nadir Colledani          |
| 2017 | Wietse Bosmans       | Aitor Hernández          | Javier Ruiz de Larrinaga |

## Palmarès femení
| Any  | Vencedora     | Segona         | Tercera        |
| ---- | ------------- | -------------- | -------------- |
| 2016 | Aida Nuño     | Lucía González | Sara Casasola  |
| 2017 | Elle Anderson | Aida Nuño      | Lucía González |